# São Domingos do Araguaia
São Domingos do Araguaia è un comune del Brasile nello Stato del Pará, parte della mesoregione del Sudeste Paraense e della microregione di Marabá.